# 尾叶实蕨
尾叶实蕨（学名：Bolbitis heteroclita），又名大实蕨、长叶实蕨，为萝蔓藤蕨科刺蕨属下的一个种。

## 扩展阅读
- 維基物種上的相關：尾叶实蕨